# Sierra Madre del Sur

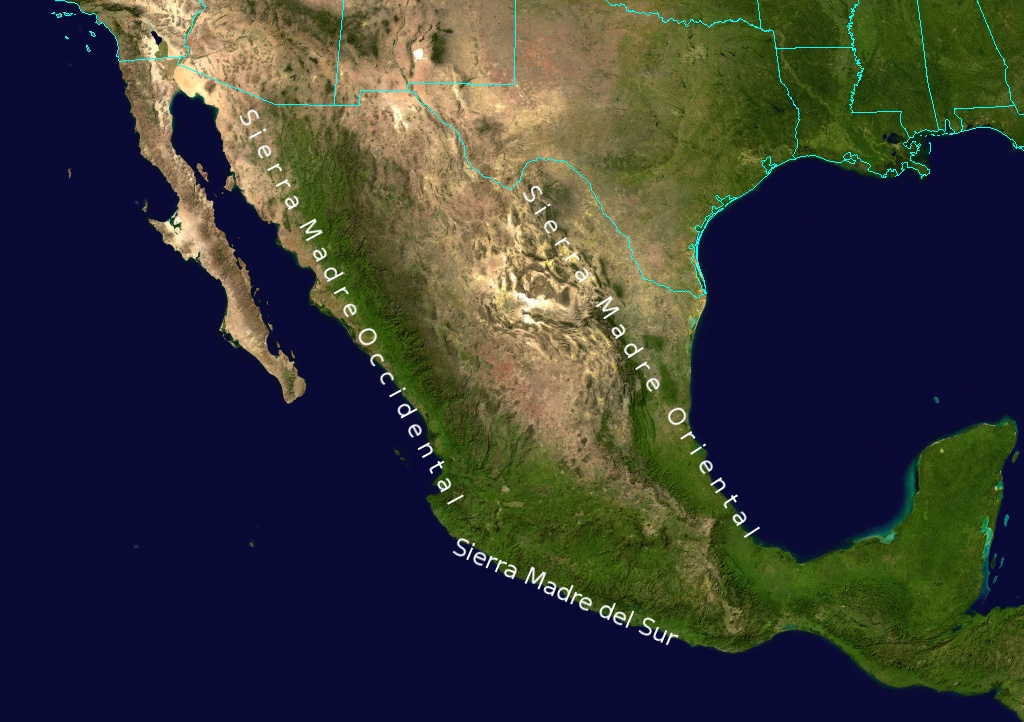
Sierra Madre del Sur.

La Sierra Madre del Sur es una cadena irregular localizada en el sur de México que se extiende a lo largo de 1352 km entre el occidente de Jalisco y el Istmo de Tehuantepec, al oriente de Oaxaca. Corre paralela a la costa del océano Pacífico y al Eje Neovolcánico, del que es separada por la Depresión del Balsas. El Eje Neovolcánico y la Sierra Madre del Sur se enlazan en el norte de Oaxaca, en el Escudo Mixteco. Su altitud media es de 2000 m s. n. m., el punto más alto es el cerro Quie Yelaag el que está a una altitud de 3784 m s. n. m., en el sur de Oaxaca.
Por el occidente, esta sierra inicia al sureste de la bahía de Banderas, en el estado de Jalisco, donde hace contacto con la Cordillera Neovolcánica Transversal; posteriormente atraviesa Michoacán, donde se le conoce como sierra de Coalcomán. Después de cruzar el río Balsas, entra al occidente de Guerrero donde se le conoce como Cumbres de La Tentación. Atraviesa todo Guerrero y en sus límites con Oaxaca es conocida como Sierra de Coicoyán.
Esta sierra es atravesada por numerosos ríos, los cuales forman notables cañones, principalmente en Guerrero, donde las partes altas son conocidas como filos. La cordillera es notable por su alta biodiversidad, sus bosques de pino-encino y su gran número de especies endémicas. Posee importantes yacimientos de metales como el oro y la plata; así como de plomo y hierro.Y recorre todo el centro hasta el punto inicial.